# 袁誼
袁谊（?—?），唐朝雍州长安人。出自陈郡袁氏，袁君正玄孙，袁樞曾孙，袁朗之孙。
袁谊是虞世南的外孙。神功年间，为苏州刺史。有一次处理公事时，苏州司马、清河人张沛求见，张沛是侍中张文瓘之子。袁谊向他作揖说：“司马何事？”张沛说：“苏州得到一长史，是陇西李亶，天下甲门。”袁谊说曰：“司马怎么能说这样的错话！门户应该是历代出贤人，名节风教，被士大夫重视，才可称述，老夫就是这样的！山东士族崇尚联姻，追求利禄；作为国家柱石，见危授命，则数代没有人物。怎么能以他的门户称道！”张沛惭愧而退。时人以此为话柄讥讽。